# Landung (Taktik)

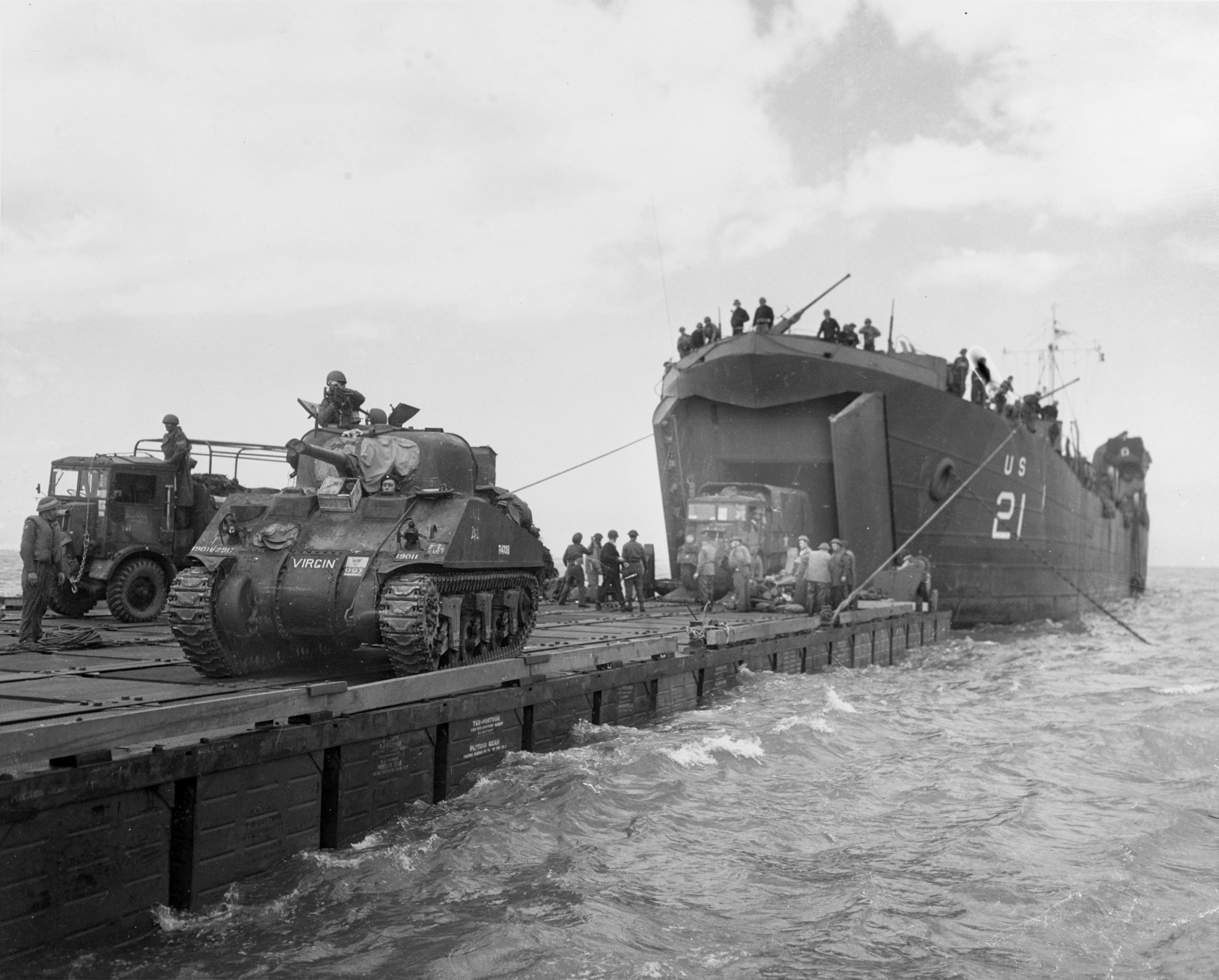
USS LST-21 entlädt britisches Material am D-Day

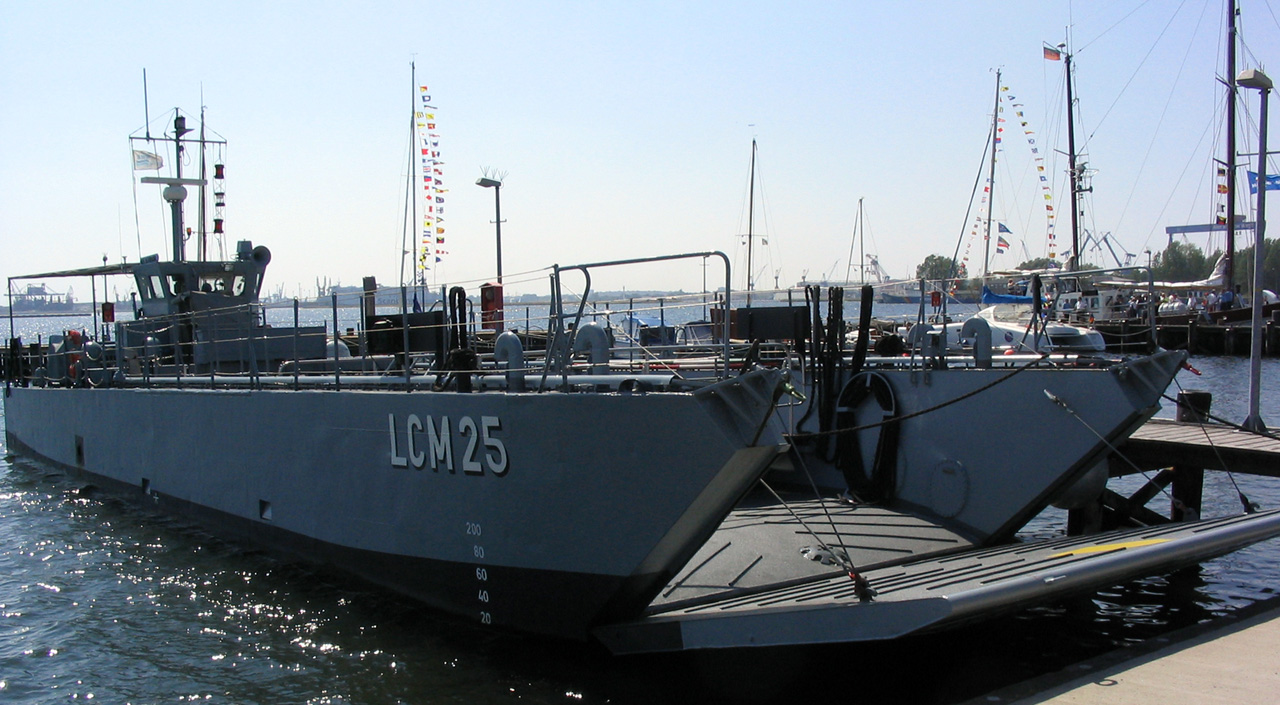
Landungsschiff LCM 25 der Bundesmarine (siehe auch: Frontal)

Eine Landung (auch Anlandung, Landungsunternehmen oder Seelandung genannt) ist eine militärische Taktik, um von einem sehr großen Gewässer (meist ein Meer) an eine Küste oder an ein Ufer im Feindesgebiet zu gelangen. Ziel ist die Einnahme von feindlichem Land durch die Infanterie. Absicht einer Landung ist die Bildung eines Brückenkopfes für nachrückende eigene oder alliierte Einheiten, die Sicherung des Terrains, die Aufklärung sowie auch das weitere Vordringen zu Fuß oder mit kleinen Fahrzeugen.
Sie wird gewöhnlich durch Einheiten der Marineinfanterie als Teil der Amphibischen Kriegführung durchgeführt. Bei der Anlandung werden die Soldaten von Wasserfahrzeugen in die Nähe oder direkt an die Küste verlegt.
Sie verwendet Landungsboote und Luftkissenfahrzeuge häufig, wenn direkt angelandet wird. Des Weiteren kann insbesondere nach der Sicherung der Linien schweres Gerät mit speziellen Schiffen, z. B. Panzerlandungsschiffe oder Amphibische Angriffsschiffe, angelandet werden. 
Eine der größten Anlandungen der Geschichte fand im Juni 1944 im Rahmen der Operation Overlord in der Normandie statt (die ersten Tage der Landung wurde von den Alliierten D-Day genannt).

## Vorteile
Bei einer Landung kann der Angreifer den Ort des Gefechtes bestimmen. Während der Verteidiger mehr oder weniger die gesamte Küstenlinie verteidigen muss, kann der Angreifer seine gesamten Kräfte auf einen Punkt konzentrieren und so punktuell eine hohe numerische Überlegenheit erreichen. Dies liegt auch darin begründet, dass eine verschiffte Division erheblich schneller transportiert werden kann, als eine an Straßen und Eisenbahn gebundene Einheit an Land. Ein Angreifer, der unterlegen ist, kann so dem Feind schwere Schäden mit verhältnismäßig kleinem Aufwand zufügen.

## Nachteile
Eine erfolgreiche Landung erfordert eine nahezu absolute Kontrolle von See und Luftraum. Zudem sehen sich Angreifer unter Umständen Angriffen von Verteidigern in ausgebauten oder erhöhten Positionen ausgesetzt. Da die Angreifer besonders in der ersten Phase eines Angriffs höchst verwundbar sind, kann dies zu schweren Verlusten führen. Außerdem sind anlandende Einheiten oft nicht im selben Maße mit schwerem Gerät ausgestattet wie die Verteidiger (beispielsweise ist ein Amtrac des US Marine Corps im direkten Gefecht einem Panzer weit unterlegen) und zudem auf Versorgung durch die Flotte angewiesen. Gelingt es dem Verteidiger, die See- oder Lufthoheit zurückzugewinnen, sind die angelandeten Truppen vom Nachschub abgeschnitten und akut von Vernichtung bedroht.